# تأثير جائحة فيروس كورونا 2019-2020 على العلاقات الدولية

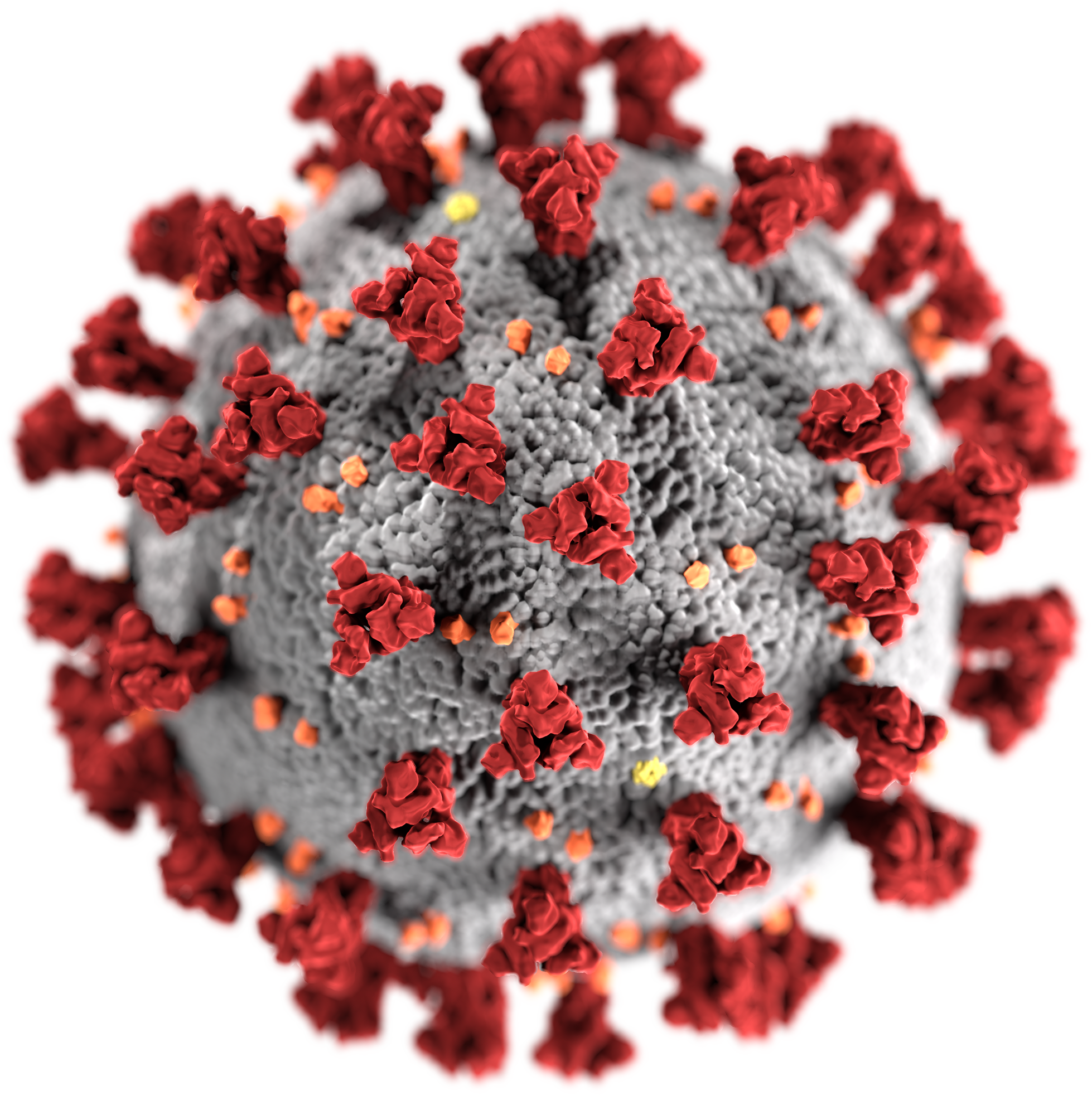

أثرت جائحة فيروس كورونا 2019-2020 على العلاقات الدولية وتسببت في توترات دبلوماسية. حيث تأثرت العلاقات الدبلوماسية بسبب التوترات المتعلقة بتجارة الأدوية ونقلها، وبسبب زياد الطلب للاختبارات التشخيصية ومعدات المستشفيات لمواجهة مرض فيروس كورونا لعام 2019. اتهم قادة بعض البلدان دولًا أخرى بعدم احتواء المرض بشكل فعال مما أدى إلى انتشار الفيروس بشكل غير منضبط. ولم تستطيع الدول النامية في أمريكا اللاتينية وإفريقيا العثور على مواد كافية لاجراء اختبار تشخيصي لمرض فيروس كورونا، ويرجع ذلك جزئيًا إلى دول أخرى في أوروبا والولايات المتحدة.

## الصين
انتقدت الولايات المتحدة الحكومة الصينية بسبب تعاملها مع الوباء الذي بدأ في مقاطعة هوبى الصينية. في البرازيل، تسبب عضو الكونجرس إدواردو بولسونارو، نجل الرئيس يائير بولسونارو، في نزاع دبلوماسي مع الصين عندما أعاد تغريد رسالة تقول: «إن اللوم على جائحة فيروس كورونا العالمي له اسم ولقب: الحزب الشيوعي الصيني». قام يانغ وانمينغ، كبير الدبلوماسيين الصينيين في البرازيل، بإعادة نشر رسالة تقول: «إن عائلة بولسونارو هي السم العظيم لهذا البلد».
تعمل دعاية الدولة في الصين على الترويج لرواية مفادها أن النظام الاستبدادي في الصين قادر بشكل فريد على كبح الفيروس التاجي ويتناقض مع الاستجابة الفوضوية للديمقراطيات الغربية. وقال جوزيب بوريل، مسؤول السياسة الخارجية في الاتحاد الأوروبي، إن «الصين تدفع بقوة رسالة مفادها أنها، على عكس الولايات المتحدة، بأنها شريك مسؤول وموثوق».

## الولايات المتحدة
وقد خضعت الولايات المتحدة لتدقيق من قبل مسؤولين من دول أخرى بزعم تحويل شحنات الإمدادات الأساسية الموجهة لدول أخرى.
واتهم جان روتينر، رئيس المجلس الإقليمي الفرنسي لشركة Grand Est، الولايات المتحدة بعرقلة تسليم أقنعة الوجه عن طريق الشراء في اللحظة الأخيرة. وذكر المسؤولون الفرنسيون أن الأمريكيين وصلوا إلى مدرج المطار وعرضوا عدة مرات الدفع الفرنسي حيث تم إعداد الشحنة للمغادرة إلى فرنسا. طلب جاستن ترودو، رئيس وزراء كندا، من بيل بلير، وزير السلامة العامة، ومارك غارنو وزير النقل، التحقيق في الادعاءات القائلة بأن الإمدادات الطبية المخصصة أصلاً لكندا تم تحويلها إلى الولايات المتحدة. واتهم السياسي الألماني أندرياس جيزيل الولايات المتحدة بارتكاب «قرصنة حديثة» بعد أنباء عن تحويل 200 ألف قناع N95 مخصصة للشرطة الألمانية خلال نقل على الطريق بين الطائرات في تايلاند إلى الولايات المتحدة، لكنه غير تصريحه بعد ذلك بعد أن أوضح أن تم إصدار أوامر القناع من خلال شركة ألماني، وليس شركة أمريكية كما ذكرنا سابقا، وكانت مشكلات سلسلة التوريد قيد المراجعة.